# علی فریدون
علی فریدون شاه‌حسینی (زادهٔ ۱ ژانویهٔ ۱۹۹۲) بازیکن فوتبال ایرانی-کویتی است که در پست مهاجم بازی می‌کند. او در فصل ۱۴–۲۰۱۳ برای الشمال ۱۹ گل به ثمر رساند و بهترین گلزن لیگ دسته دوم الشمال بود.